# بطموناوات
البطموناوات (الاسم العلمي:Potaminae) هي أسرة من القشريات تتبع فصيلة البطمونات من رتبة عشريات الأرجل.

## أجناس البطموناوات
- البطمون